# Matanao
Matanao è una municipalità di terza classe delle Filippine, situata nella Provincia di Davao del Sur, nella Regione del Davao.
Matanao è formata da 33 baranggay:
- Asbang
- Asinan
- Bagumbayan
- Bangkal
- Buas
- Buri
- Cabligan (Managa)
- Camanchiles
- Ceboza
- Colonsabak
- Dongan-Pekong
- Kabasagan
- Kapok
- Kauswagan
- Kibao
- La Suerte
- Langa-an

- Lower Marber
- Manga
- New Katipunan
- New Murcia
- New Visayas
- Poblacion
- Saboy
- San Jose
- San Miguel
- San Vicente
- Saub
- Sinaragan
- Sinawilan
- Tamlangon
- Tibongbong
- Towak